# Diocees Thracië

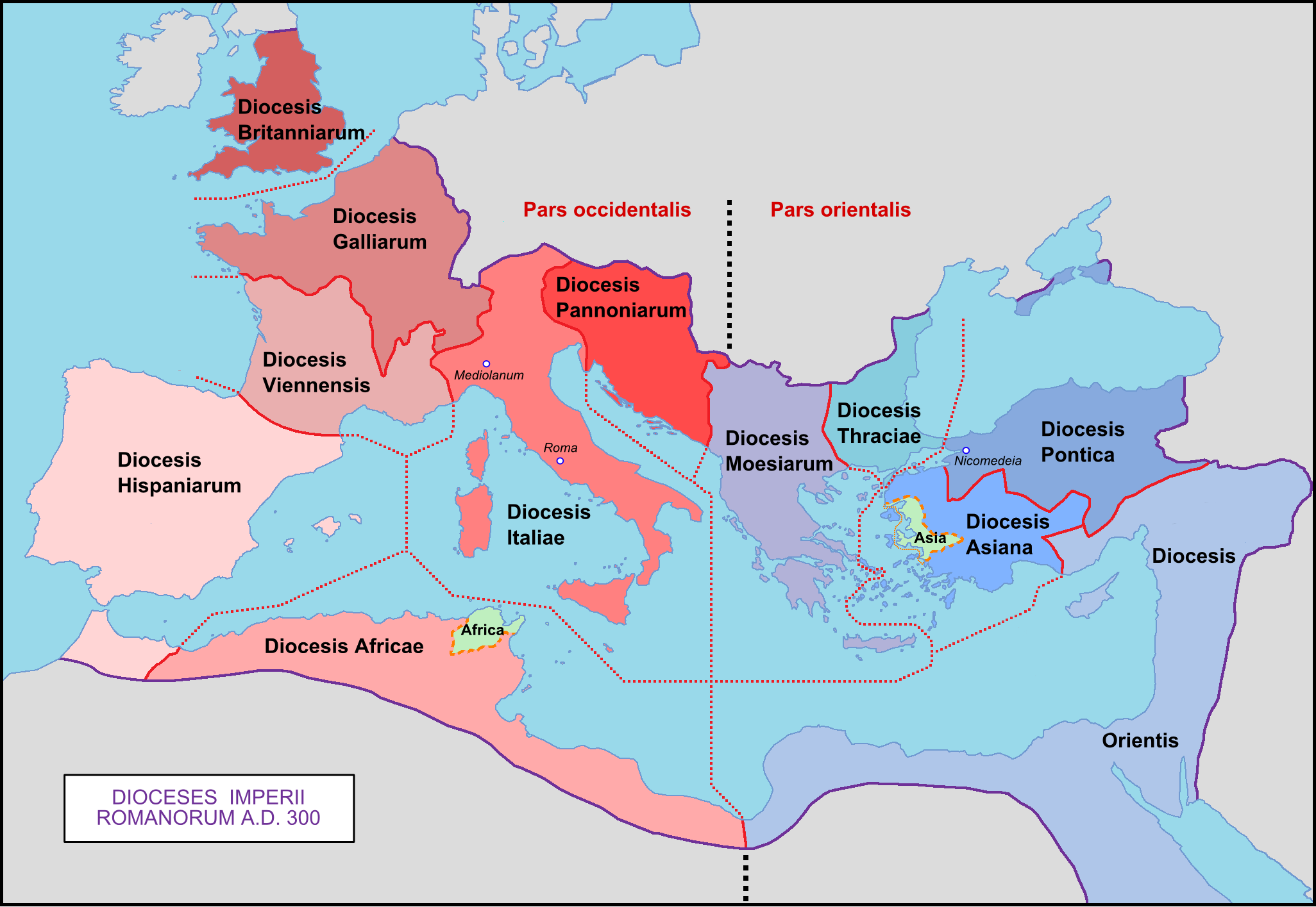
Diocesen rond 300

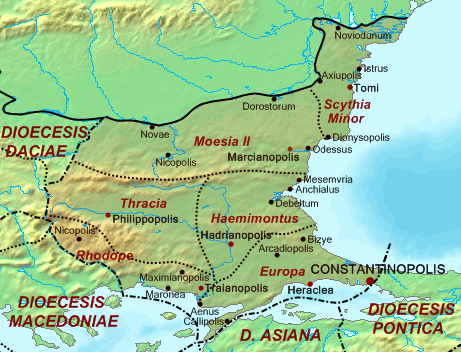
Provincies van Thracië

Het Diocees Thracië was een Romeins diocees en lag in de Pretoriaanse prefectuur van het Oosten. Het werd gecreëerd rond het jaar 300 en werd opgeheven in 535 door keizer Justinianus I.
De hoofdstad was Philippopolis of Plovdiv.

## Context
Na de crisis van de derde eeuw hervormde keizer Diocletianus het Romeinse Rijk in vier Pretoriaanse prefecturen, die op hun beurt werden ingedeeld in diocesen. Aan het hoofd stond een vicarius.
Het Diocees Thracië bestond uit volgende provincies :
1. Europa
2. Thracia
3. Haemimontium
4. Rhodope
5. Moesia II
6. Scythia